# Maria Petre
Maria Petre (* 15. August 1951 in Grindu, Rumänien) ist eine rumänische Politikerin und ehemaliges Mitglied des Europäischen Parlaments für die Partidul Democrat. Im Zuge der Aufnahme Rumäniens in die Europäische Union gehörte sie vom 1. Januar bis zum 13. Juli 2009 dem Europäischen Parlament an und war dort Mitglied in der Fraktion der Europäischen Volkspartei (Christdemokraten) und Europäischer Demokraten.

## Posten als MdEP
- Mitglied im Ausschuss für regionale Entwicklung
- Mitglied in der Delegation im Parlamentarischen Kooperationsausschuss EU-Moldau
- Stellvertreterin im Ausschuss für Wirtschaft und Währung
- Stellvertreterin in der Delegation im Gemischten Parlamentarischen Ausschuss EU-Türkei